# Lars Bergquist
Lars Bergquist, född 6 juni 1930, död 25 september 2022 i Åbo, var en svensk författare och diplomat.
Bergquist var ambassadör i Peking (1982–1988) och vid den Heliga stolen (1988–1993). Han var seniorledamot av Smålands akademi och hedersdoktor vid Linköpings universitet. Bergquist var son till landshövdingen och justitieministern Thorwald Bergquist och bror till ambassadören Mats Bergquist och  författaren och lektorn Olle Bergquist. Bergquist har sedan 1980-talet främst ägnat sitt författarskap åt att skriva om Emanuel Swedenborg. Han tolkade även klassisk kinesisk poesi till svenska.

## Tolkningar
- Skuggspel, klara vatten : Tangdikter tolkningar i samarbete med Li Keqian. Norstedts. Stockholm 1990. ISBN 91-1-891652-X

## Priser och utmärkelser
- 1994 – Wahlström & Widstrands litteraturpris
- 1994 – Östrabopriset
- 1999 – Samfundet De Nios Särskilda pris
- 2001 – Axel Hirschs pris